# مطبوعات
مطبوعات از ریشه طبع به معنای چاپ است و مشتمل بر هر چیزی‌است که بر روی کاغذ به چاپ برسد.

## اصطلاح مطبوعات
عبارت مطبوعات در زبان فارسی به گاه‌نامه‌ها (روزنامه و نشریه‌های کتابی) و ویژه‌نامه‌ها گفته می‌شود اما گاهی برای کتاب، تمبر یا پوستر هم به کار می‌رود.

## مطبوعات در ایران
مطبوعات در ایران، عناوین خاصی برمبنای دوره انتشار دارند که شامل: روزنامه، دو روزنامه (سه شماره درهفته)، هفته‌نامه، دوهفته‌نامه، ماهنامه و فصلنامه می‌شود.